# Bandera de Mauritania
La bandera de Mauritania fue adoptada el 1 de abril de 1959 y modificada parcialmente en un referéndum el 6 de agosto de 2017 y adoptada oficialmente el 15 de agosto de 2017.

## Descripción y significado
La bandera originaria consiste en un paño de color verde en el que figuran una Luna creciente —aunque la posición, con las astas hacia arriba, es neutra— de color amarillo o dorado situada bajo una estrella de cinco puntas del mismo color.
Los colores verde y amarillo o dorado están asociados con el panafricanismo. El verde también es un símbolo del islam y el amarillo o dorado, del desierto del Sahara. El creciente y la estrella son considerados símbolos en el islam, la religión mayoritaria en Mauritania.
En 2017 se añadieron dos franjas rojas horizontales en los márgenes superior e inferior como símbolo de la sangre derramada por el país en su guerra por la independencia.

## Modificación de 2017

Bandera de Mauritania desde su independencia en 1 de abril de 1959 hasta el referéndum de 15 de agosto de 2017.

En el referéndum del 6 de agosto de 2017, el presidente Mohamed Uld Abdelaziz propuso —entre otras enmiendas constitucionales— una modificación de la bandera nacional. Tanto la reforma de la bandera como la del himno nacional fueron respaldadas por un 85,61 % de los votos y rechazadas por un 9,99 %, con una participación del 53,57 % del censo.

## Uso
El diseño actúa como la bandera nacional de Mauritania y también se usa en forma circular como un círculo de avión.

## Variantes
Aunque las enmiendas constitucionales solo mencionaron la adición de bandas rojas, los funcionarios han estado utilizando diferentes modelos de banderas entre el cambio de 2017 y la hoja de construcción oficial publicada en 2020.

Versión sin modificaciones a la media luna ni colores, mostrada a la asamblea nacional en el debate de 2017
Versión con tonos de color ligeramente diferentes y posición para estrella y media luna